# Poliarchia
Poliarchia (gr. poli – wiele, arche – władza) – pojęcie stworzone w roku 1953 przez politologa i socjologa Roberta Dahla na określenie nowoczesnej demokracji. Demokracja zapewnia obywatelom możliwość realnego uczestnictwa w polityce. Fundamentalną rolę odgrywa w niej rywalizacja polityczna. Demokracja jest stanem idealnym, a więc nieosiągalnym, można do niego jedynie dążyć. 
Poliarchia wyznacza instytucjonalne minimum dla funkcjonowania demokracji:
- Wybieralni przedstawiciele
- Wolne, uczciwe i częste wybory
- Wolność słowa
- Wolność stowarzyszania się
- Wolny dostęp do różnorodnych źródeł informacji
- Inkluzywne obywatelstwo (zobacz: ekskluzja)
- Instytucje polityczne zależne od wyborców

Czynniki stabilizujące:
- Niewykorzystywanie przemocy w celu zdobycia władzy
- Pluralistyczne społeczeństwo
- Ograniczona możliwość występowania różnic kulturowych
- Obywatelska kultura polityczna
- Odpowiednie środowisko międzynarodowe